# Número plateado

Rectángulo de plata

El número plateado o razón plateada es una constante matemática. Su nombre es una alusión a la razón áurea; análoga a la forma en que el número áureo es el límite del cociente de dos términos consecutivos de la sucesión de Fibonacci, el número plateado es el límite del cociente de dos términos consecutivos de la sucesión de Pell. El término número plateado a veces es confundido con el término número plástico.
En matemáticas, dos cantidades están en la proporción de plata (también media de plata o constante de plata) si la razón de la suma de la menor y del doble de la mayor de estas dos cantidades, con respecto a la mayor cantidad, es la misma que la relación de la más grande con la más pequeña. Esto define la proporción de plata como un número irracional (véase: Anexo:Constantes matemáticas), cuyo valor de uno más la raíz cuadrada de dos es aproximadamente de 2,4142135623. La proporción de plata se denomina δS.
Los matemáticos han estudiado la proporción de plata desde el tiempo de los griegos (aunque tal vez sin darle un nombre especial hasta hace poco) debido a sus conexiones con la raíz cuadrada de 2, sus convergentes, los números cuadrados triangulares y otros números similares.

## Definición
La razón plateada ({\displaystyle \delta _{S}}) es un número irracional definido por la suma de 1 y la raíz cuadrada de 2. Esto es:
{\displaystyle \delta _{S}=1+{\sqrt {2}}\approx 2.414\,213\,562\,373\,095\,048\,801\,688\,724\,210...}
Se sigue de esta definición que:
{\displaystyle (\delta _{S}-1)^{2}=2\,}

### Fracción continua
En fracción continua, la razón plateada {\displaystyle [2,2,2,...]} se expresa:
{\displaystyle \delta _{S}=2+{\cfrac {1}{2+{\cfrac {1}{2+{\cfrac {1}{2+\ddots }}}}}}}

## Propiedades

### No equidistribución mod 1
La propiedad de equidistribución está definida de la siguiente manera:
| Se dice que una sucesión de números reales x0, x1, x2, ... en el intervalo [0,1) está equidistribuida (o "uniformamente densa") si para todo subintervalo [a, b] de [0,1) la sucesión FN = # { j \| xj está en [a, b] y j está en {0, 1, 2, ..., N}/(N + 1) converge a \| b - a \|, cuando N tiende a infinito. |

Como el intervalo numérico se encuentra abierto por la derecha, nunca asume el valor 1, por lo que b<1, y por lo tanto no cumple la condición de equidistribución módulo 1.
En las aproximaciones diofánticas, la secuencia de partes fraccionales de 
xn, n = 1, 2, 3, ...
Se puede ver que la equidistribución módulo 1, para casi todos los números reales que x > 1. La razón plateda es una excepción.

### Potencias de la razón plateada
Las potencias inferiores de la razón plateada son:
{\displaystyle \!\ \delta _{S}^{0}=1}
{\displaystyle \delta _{S}^{1}=\delta _{S}+0}
{\displaystyle \delta _{S}^{2}=2\delta _{S}+1}
{\displaystyle \delta _{S}^{3}=5\delta _{S}+2}
{\displaystyle \delta _{S}^{4}=12\delta _{S}+5}
Las potencias continúan con el patrón
{\displaystyle \!\ \delta _{S}^{n}=K_{n}\delta _{S}+K_{(n-1)}}
donde
{\displaystyle \!\ K_{n}=2K_{(n-1)}+K_{(n-2)}}
Por ejemplo, empleando esta propiedad:
{\displaystyle \!\ \delta _{S}^{5}=29\delta _{S}+12}
Empleando {\displaystyle \!\ K_{0}=1} y {\displaystyle \!\ K_{1}=2} como condición inicial, una fórmula tipo-Binet daría la solución en forma recurrente...
{\displaystyle \!\ K_{n}=2K_{(n-1)}+K_{(n-2)}}
lo cual acaba siendo...
{\displaystyle \!\ K_{n}={\frac {1}{2{\sqrt {2}}}}{(\delta _{S}^{n+1}-{(2-\delta _{S})}^{n+1})}}

## Expresiones plateadas
La expresión general {\displaystyle [n,n,n,\dots ]={\frac {1}{2}}\left(n+{\sqrt {n^{2}+4}}\right)} se conoce con el nombre de expresión plateada. La razón dorada es una expresión plateada para {\displaystyle n=1}, mientras que la razón plateada es para {\displaystyle n=2}. Los valores de las diez primeras razones plateadas se muestran a la derecha.

### Propiedades de la razón plateada
Estas propiedades sólo son válidas para enteros m; para números no enteros las propiedades son similares, pero difieren ligeramente. Las propiedades mostradas más abajo para las potencias de la razón plateada son una consecuencia de las propiedades que muestran. Para la expresión de la razón plateada S de m, la propiedad puede generalizarse como
{\displaystyle \!\ S_{m}^{n}=K_{n}S_{m}+K_{(n-1)}}
donde
{\displaystyle \!\ K_{n}=mK_{(n-1)}+K_{(n-2)}}
Empleando las condiciones iniciales {\displaystyle \!\ K_{0}=1} and {\displaystyle \!\ K_{1}=m}, esta relación recurrente llega a ser ...
{\displaystyle \!\ K_{n}={\frac {1}{\sqrt {m^{2}+4}}}{(S_{m}^{n+1}-{(m-S_{m})}^{n+1})}}
Las potencias de la razón plateada poseen otras propiedades interesantes:
Si n es un número entero positivo y par:
{\displaystyle \!\ {{S_{m}^{n}-\lfloor S_{m}^{n}\rfloor } \over S_{m}^{-n}}=S_{m}^{n}-1}
Además,
{\displaystyle \!\ {1 \over {S_{m}^{4}-\lfloor S_{m}^{4}\rfloor }}+\lfloor S_{m}^{4}-1\rfloor =S_{(m^{4}+4m^{2}+1)}}
{\displaystyle \!\ {1 \over {S_{m}^{6}-\lfloor S_{m}^{6}\rfloor }}+\lfloor S_{m}^{6}-1\rfloor =S_{(m^{6}+6m^{4}+9m^{2}+1)}}
También,
{\displaystyle \!\ S_{m}^{3}=S_{(m^{3}+3m)}}
{\displaystyle \!\ S_{m}^{5}=S_{(m^{5}+5m^{3}+5m)}}
{\displaystyle \!\ S_{m}^{7}=S_{(m^{7}+7m^{5}+14m^{3}+7m)}}
{\displaystyle \!\ S_{m}^{9}=S_{(m^{9}+9m^{7}+27m^{5}+30m^{3}+9m)}}
{\displaystyle \!\ S_{m}^{11}=S_{(m^{11}+11m^{9}+44m^{7}+77m^{5}+55m^{3}+11m)}}
La media de la razón plateada S de m también tiene la propiedad que:
{\displaystyle \!\ 1/S_{m}=S_{m}-m}
lo cual significa que la media de la expresión plateada tiene la misma parte decimal que la correspondiente expresión plateada. Empleando esta propiedad, la expresión de la razón plateada definida para todos los números debe satisfacer:
{\displaystyle \!\ x\equiv x^{-1}{\pmod {1}}}
Si expandimos la expresión de la razón dorada S de m tal que
{\displaystyle \!\ S_{m}=a+b}
donde a es la parte entera de S y b, entonces la siguiente propiedad es cierta:
{\displaystyle \!\ S_{m}^{2}=a^{2}+mb+1.}
Por ser (para todos los m mayores que 0), la parte entera de Sm = m, a=m. Para m>1, donde tenemos que
{\displaystyle \!\ S_{m}^{2}=ma+mb+1}
{\displaystyle \!\ S_{m}^{2}=m(a+b)+1}
{\displaystyle \!\ S_{m}^{2}=m(S_{m})+1}
Por lo tanto, la expresión de la razón plateada de m es una solución de la ecuación
{\displaystyle \!\ x^{2}-mx-1=0}
Es interesante resaltar que la expresión de la expresión S de −m es la inversa de la expresión S de m.
{\displaystyle \!\ {1/S_{m}}=S_{(-m)}=S_{m}-m.}
Otro resultado interesante se puede obtener mediante un ligero cambio en la fórmula de la expresión. Si consideramos un número 
{\displaystyle \!\ {\frac {1}{2}}\left(n+{\sqrt {n^{2}+4c}}\right)=R}
entonces las siguientes propiedades son ciertas:
{\displaystyle \!\ R-\lfloor R\rfloor =c/R} si c es real,
{\displaystyle \!\ \left({1 \over R}\right)c=R-\lfloor \mathrm {Re} (R)\rfloor } si c es un múltiplo de i.

## Rectángulos plateados
Un rectángulo cuya relación de aspecto entre los lados sea igual a la razón plateada se denomina rectángulo plateado, por analogía con la razón dorada. Confusamente, el “rectángulo de plata” se puede también referir a un rectángulo en la proporción 1:√2, también conocido como “un rectángulo A4” en la referencia a tamaño del papel A4 definida en el ISO 216.